# Обилића пољана
Обилића пољана је бивша касарна на Цетињу из доба Књажевине Црне Горе односно Краљевине Црне Горе.

## Историја
Глас Црногорца од 29. јула 1895. године доноси чланак Војнички стан у којем је написано да је у понедјељак (највјероватније 24. јула) свечано отпочет на Цетињу рад око прве казерме (касарне) за стајаћу војску у Црној Гори. Била је присутна цијела Височанствена Породица. Престолонасљедник је запалио прву мину. Темељ се копао за ту касарну на великој ливади иза Влашке цркве. То је био локалитет у 19. вијеку за војне вјежбе. Назив је добио крајем деведесетих година 19. вијека, по српском јунаку Милошу Обилићу. Обилић је у то вријеме, док су сви Црногорци били етнички Срби, био веома цијењена личност, па је и једна медаља добила назив Обилића медаља. Касније (1957) је на том простору изграђен спортски стадион који је преузео старо име, Обилића Пољана. Од 2017-2020. се на том простору гради нови стадион, који ће добити и ново име, по Светом Петру Цетињском.